# Cal·lianassa
Cal·lianassa (en grec antic Καλλιάνασσα) va ser segons la mitologia grega, una de les cinquanta Nereides, filla de Nereu, un déu marí fill de Pontos, i de Doris, una nimfa filla d'Oceà i de Tetis, que Homer i Gai Juli Higí citen a les seves llistes de nereides.
Homer diu que ella va ser una de les trenta-dues nereides que van pujar des del fons de l'oceà per arribar a les platges de Troia i plorar, juntament amb Tetis la futura mort d'Aquil·les